# Roccatamburo
Roccatamburo ist eine Fraktion (italienisch frazione) der italienischen Gemeinde Poggiodomo in der Provinz Perugia, Region Umbrien.

## Geografie
Der Ort liegt etwa 3 km nördlich des Hauptortes Poggiodomo und etwa 60 km südöstlich der Provinz- und Regionalhauptstadt Perugia. Der Ort liegt bei 778 m s.l.m. und hatte 2001 34 Einwohner. 2011 waren es 29 Einwohner. Nächstgelegene Orte sind neben dem Hauptort Poggiodomo die Orte Mucciafora (ebenfalls Ortsteil von Poggiodomo, etwa 2 km nordwestlich gelegen) und Rocchetta (Ortsteil von Cerreto di Spoleto, etwa 4 km nördlich).

## Geschichte
Aufgrund der Bedrohung durch die aufkommenden Gebietsansprüche von Cascia wurde der (erste) befestigte Ort, der nahe der heutigen Friedhofskirche Santa Maria Assunta lag,  im 13. Jahrhundert verlassen und an der heutigen Stelle auf einem Felsvorsprung über dem Tissino-Tal wieder aufgebaut. Der Ort wurde 1528 von Spoleto eingenommen und wurde dann Teil des Gebiets von Cascia. Nach dem Entstehen der Gemeinde Poggiodomo 1809, als das Gebiet unter napoleonischer Besatzung von Cascia getrennt wurde, wurde Roccatamburo Teil der neuen Gemeinde Poggiodomo.

## Sehenswürdigkeiten
- San Nicola, Pfarrkirche[6] romanischen Ursprungs[7] im Erzbistum Spoleto-Norcia. Die Kirche liegt im Ortskern und war zunächst ebenfalls wie die frühere Pieve dem San Giuseppe d’Arimatea geweiht.[3] Sie enthält am Altar San Nicola das Fresko Crocifisso tra l’Addolorata, San Giovanni Battista, San Nicola da Bari e San Pietro aus dem Jahr 1585. Am hinteren Teil der Kirche befindet sich ein Turmcampanile (campanile a torre).[6][7]
- Santa Maria Annunziata, ehemalige Pieve und heute Kirche des Friedhofs. In späterer Zeit auch als San Giuseppe d’Arimatea bekannt und dem Josef von Arimathäa geweiht. Die Fassade wurde 1953 restauriert.[3]
- Madonna della Stella, Einsiedelei im Tal Valle del Noce[8] an der Grenze zwischen Roccatamburo und der Gemeinde Cerreto di Spoleto.[9] Sie liegt etwa 1 km nordöstlich von Roccatamburo und etwa 3 km südlich von Rocchetta (Ortsteil von Cerreto di Spoleto). Das Eremo entstand im 12. Jahrhundert als Kloster der Benediktiner, zunächst unter der Obhut des Klosters Farfa,[8] dann unter der Abtei San Pietro in Valle (heute im Gemeindegebiet von Ferentillo). Erstmals dokumentiert wurde der Ort 1231 in einer Schrift von Papst Gregor IX. als San Pietro in Valle zugehörig.[9]

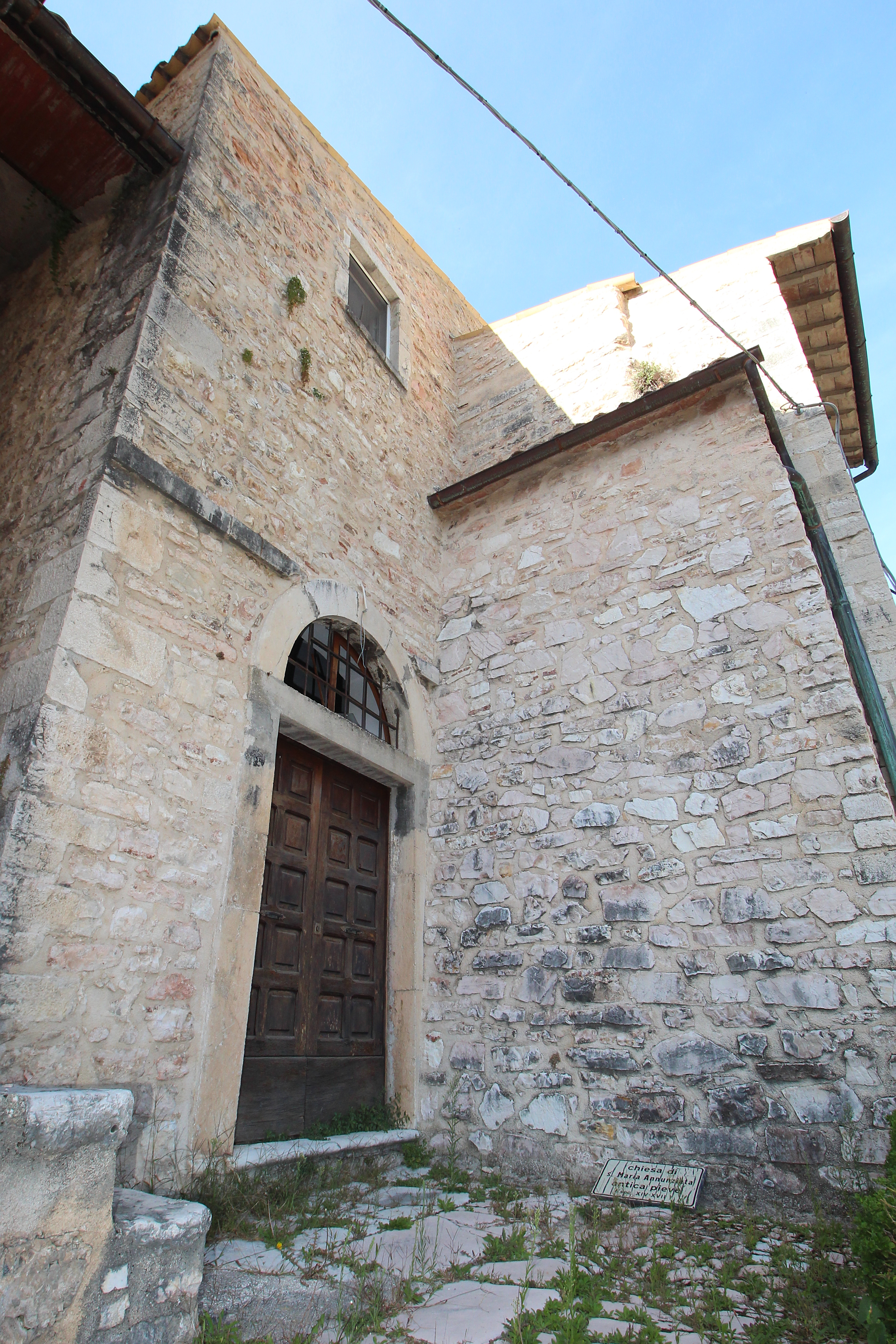
Die Kirche San Nicola
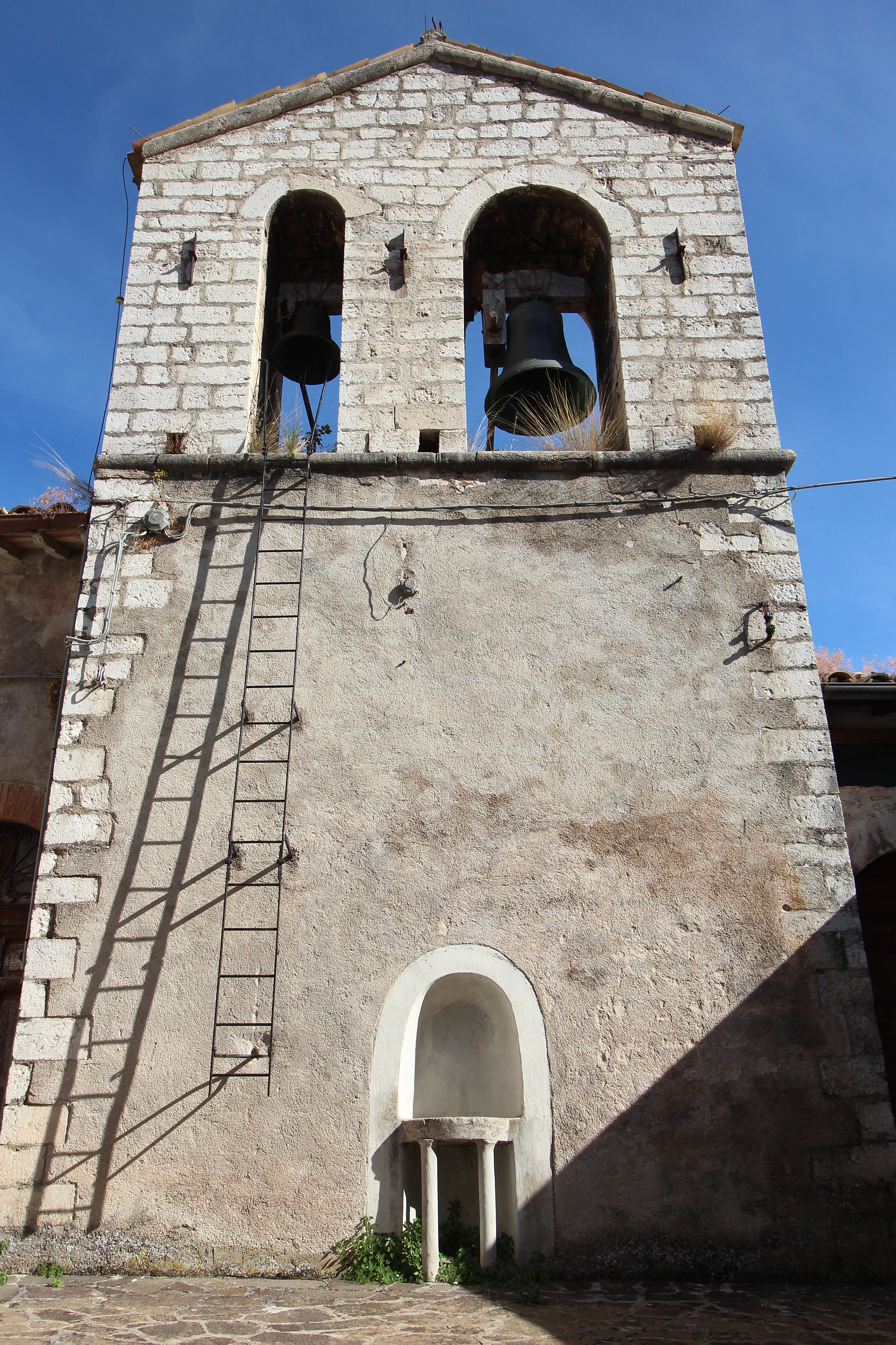
Der Turmcampanile von San Nicola
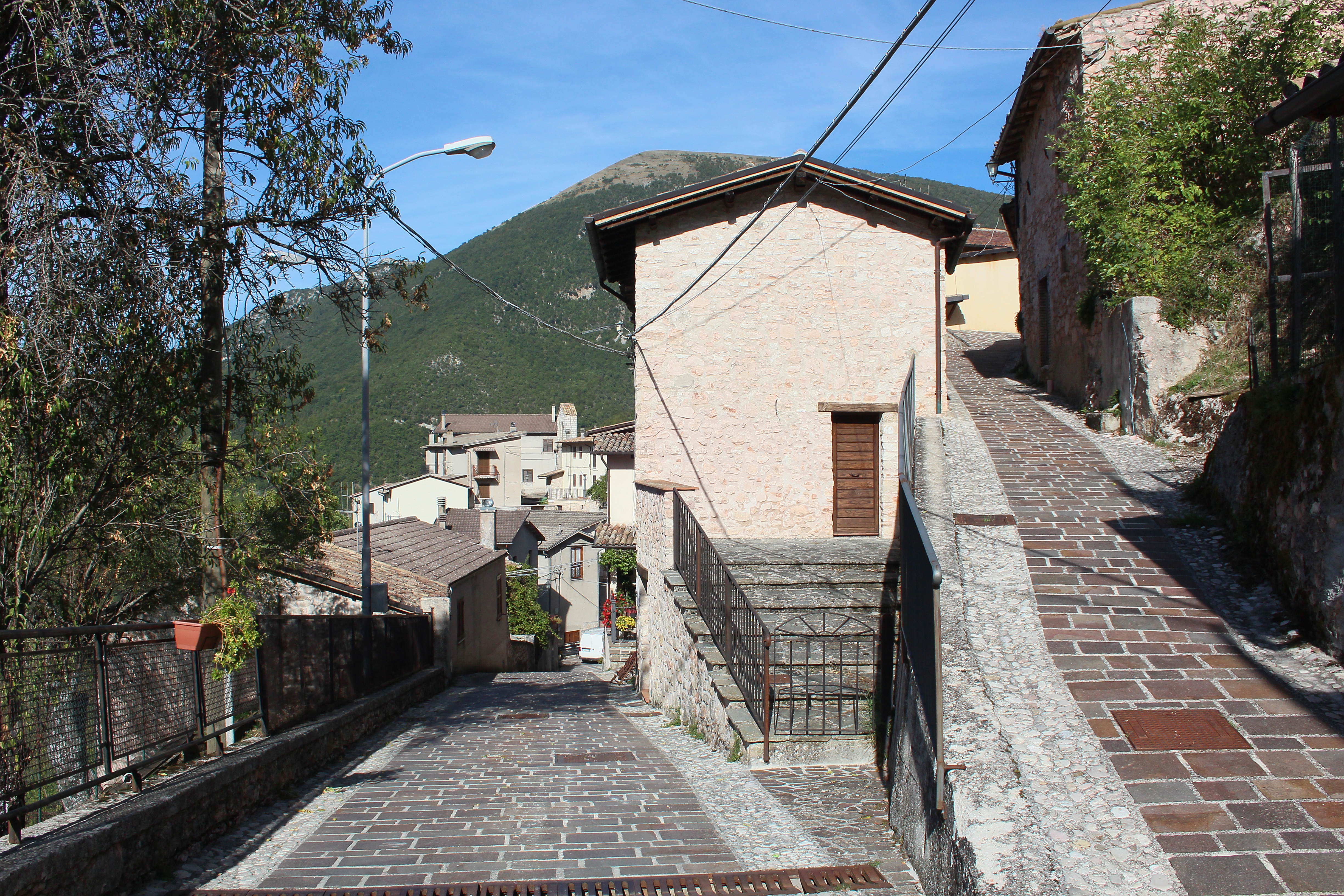
Blick auf den Ortskern
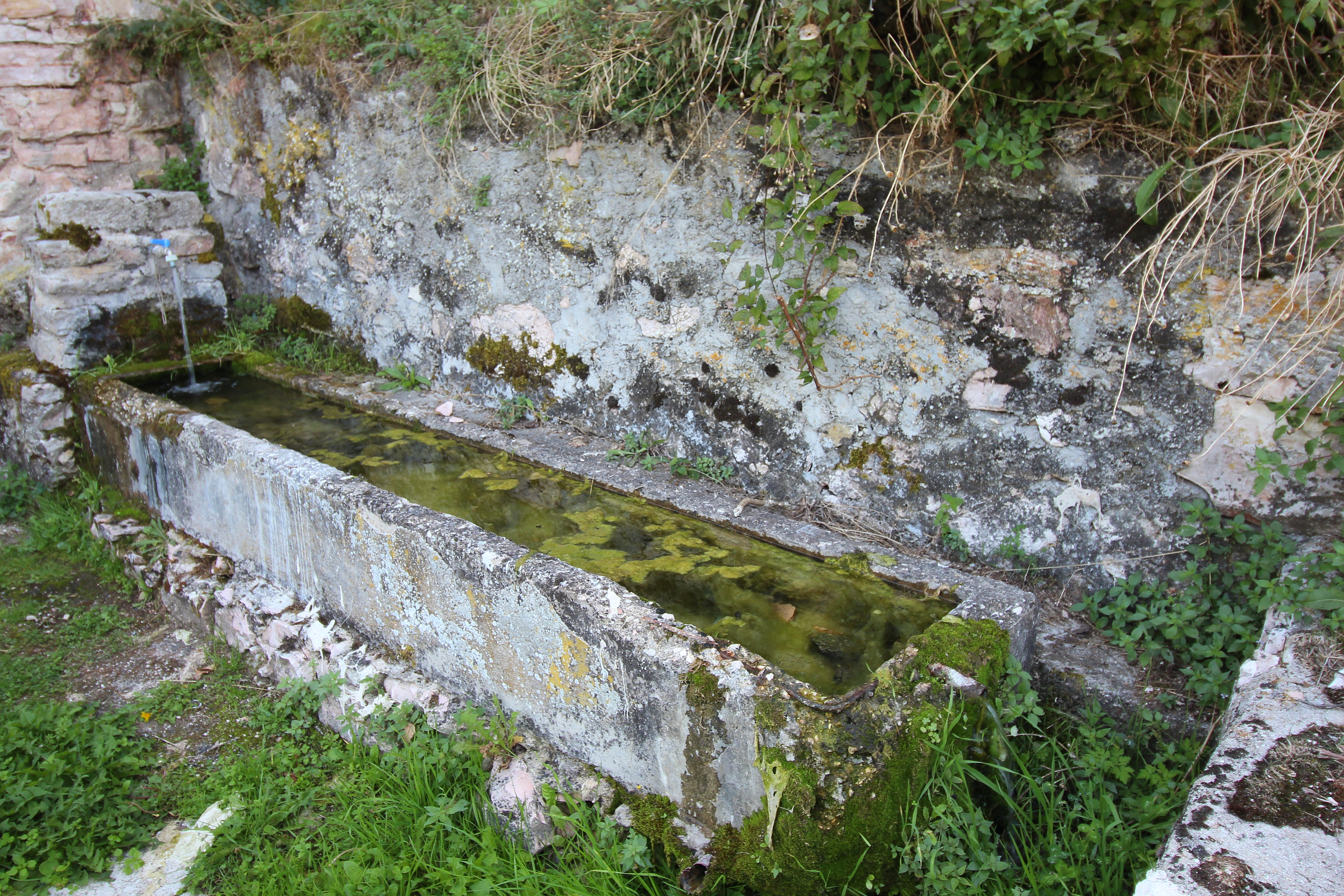
Brunnen im Ortskern
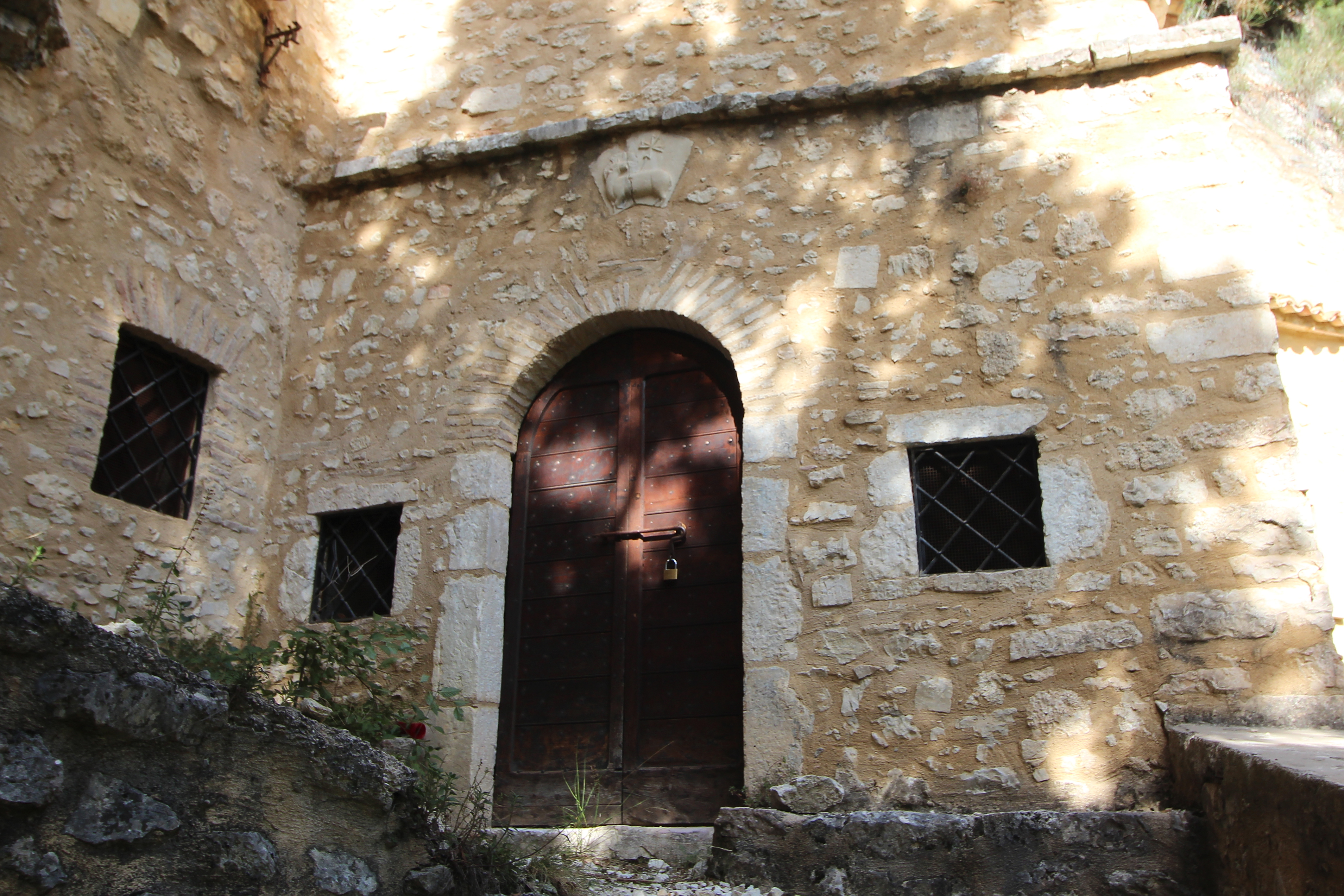
Das Eremo della Madonna della Stella
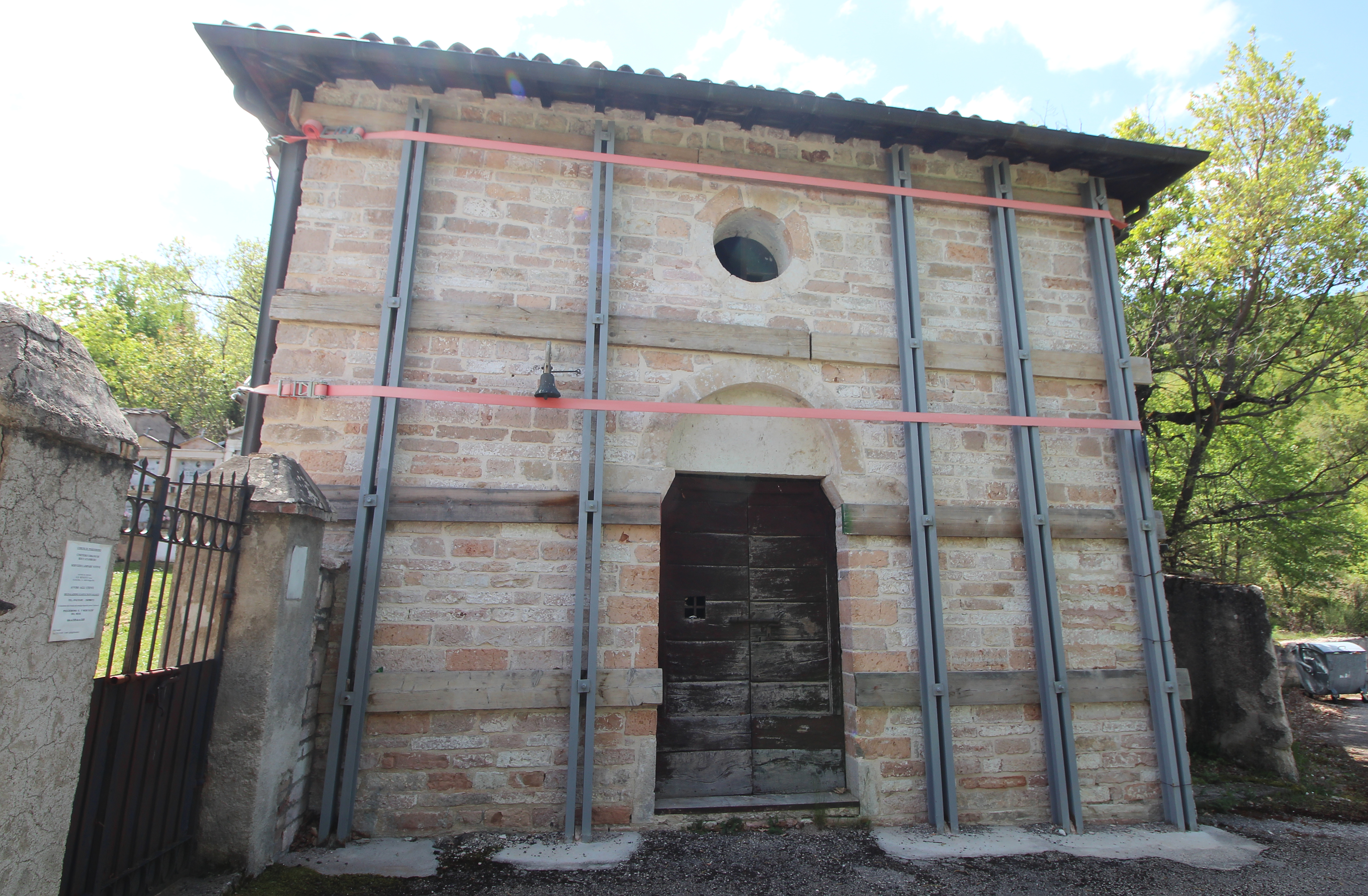
Die Kirche San Giuseppe d’Arimatea (Santa Maria Annunziata)